# ستيف كار (فنان)
ستيف كار (بالإنجليزية: Steve Carr)‏ هو فنان نيوزيلندي، ولد في 1976.